# Bellucia umbellata
Bellucia umbellata är en tvåhjärtbladig växtart som beskrevs av Henry Allan Gleason. Bellucia umbellata ingår i släktet Bellucia och familjen Melastomataceae.
Artens utbredningsområde är Peru. Inga underarter finns listade i Catalogue of Life.